# Pachycerina
Pachycerina is een geslacht van vliegen uit de familie van de Lauxaniidae. De wetenschappelijke naam van de soort is voor het eerst geldig gepubliceerd in 1835 door Pierre Justin Marie Macquart. Hij richtte het geslacht op voor de soort Lauxania seticornis Fallén uit Zweden. Volgens Macquart waren de kenmerken van Lauxania seticornis dermate verschillend van de andere soorten uit het geslacht Lauxania dat het gerechtvaardigd was om ze in een apart geslacht te plaatsen.

## Enkele soorten
- Pachycerina alpicola Czerny
- Pachycerina pulchra (Loew)
- Pachycerina seticornis (Fallén)